# Ancien hôtel de Mesmes
L’ancien hôtel de Mesmes est un hôtel particulier détruit en 1838 pour la création d’un lotissement sur le passage Sainte-Avoie ouvert au 62 rue du Temple.

## Histoire
L’hôtel  est construit au milieu du XVIe siècle pour le connétable de France Anne de Montmorency (1492-1567) par l'architecte Jean Bullant  rue Sainte-Avoye (actuelle rue du Temple) dans le 3e arrondissement. Il comprenait une galerie décorée de fresques en 1557 par Nicolò dell'Abbate ainsi qu'un appartement de bains. Il s'étendait de l'actuel passage Sante-Avoie jusqu'à la rue de Braque. Théophile de Viau y habita.
En 1632, François Mansart construisit une nouvelle aile sur le jardin pour le duc de Montmorency Henri II de Montmorency mais celui-ci fut exécuté la même année et ses biens furent vendus. L'hôtel est acquis en 1634 par Henri de Mesmes, président à mortier du parlement de Paris et prévôt des marchands de Paris de 1618 à 1622 et reste jusqu'en 1780 dans la famille de Mesmes qui lui donne son nom. Nicolas Fouquet, nommé par Anne d'Autriche surintendant des finances en 1653 y séjourna de 1651 à 1658.
Jean-Antoine de Mesmes le fait réaménager en 1704 par Pierre Bullet puis par Germain Boffrand. Après sa mort, ses héritiers le louent et John Law y installe ses bureaux.
Il fut acquis par Louis XVI en 1780 pour y installer la recette générale des Finances dirigée par Jean-Claude Geoffroy d'Assy propriétaire de l'hôtel d'Assy 58bis rue des Francs-Bourgeois.
L’hôtel reste le siège de l’administration des contributions indirectes jusqu’à sa vente en 1826 à M. Cogniet qui en démolit la plus grande partie pour lotir le terrain en 26 lots autour d'une rue ouverte sur la rue du Temple, le passage Sainte-Avoye, bouleversé en 1838 par le percement de la rue Rambuteau.

## Vestiges
Il en subsiste le bâtiment sur rue du XVIIIe siècle à usage locatif et une partie de l’aile droite dans le passage Sainte-Avoye.
Ses  dépendances 7 rue de Braque ou Petit hôtel de Mesmes sont détachées du grand hôtel et vendues à Guillaume Reynal, payeur des rentes de la ville de Paris en 1767.

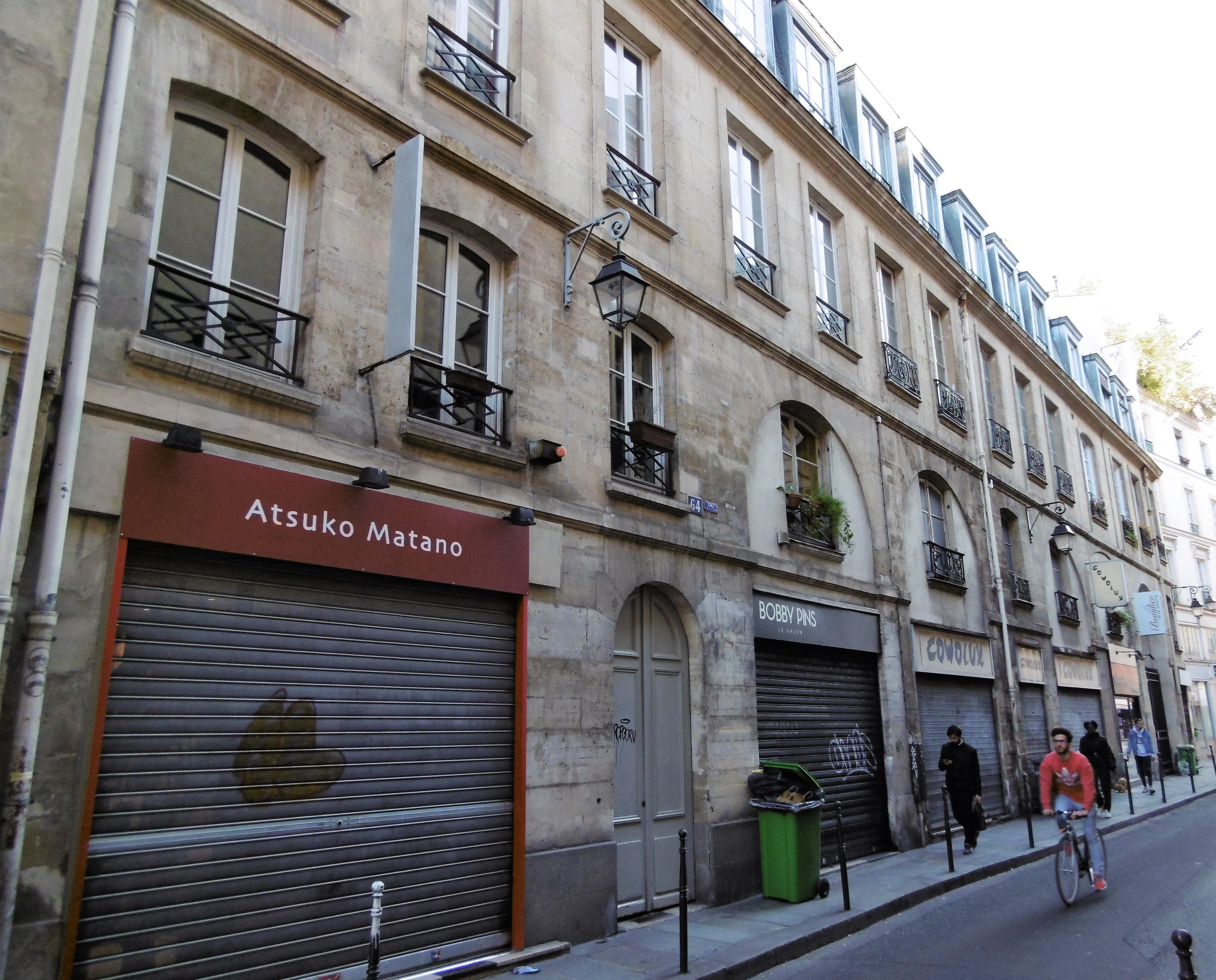
Bâtiment sur rue du Temple
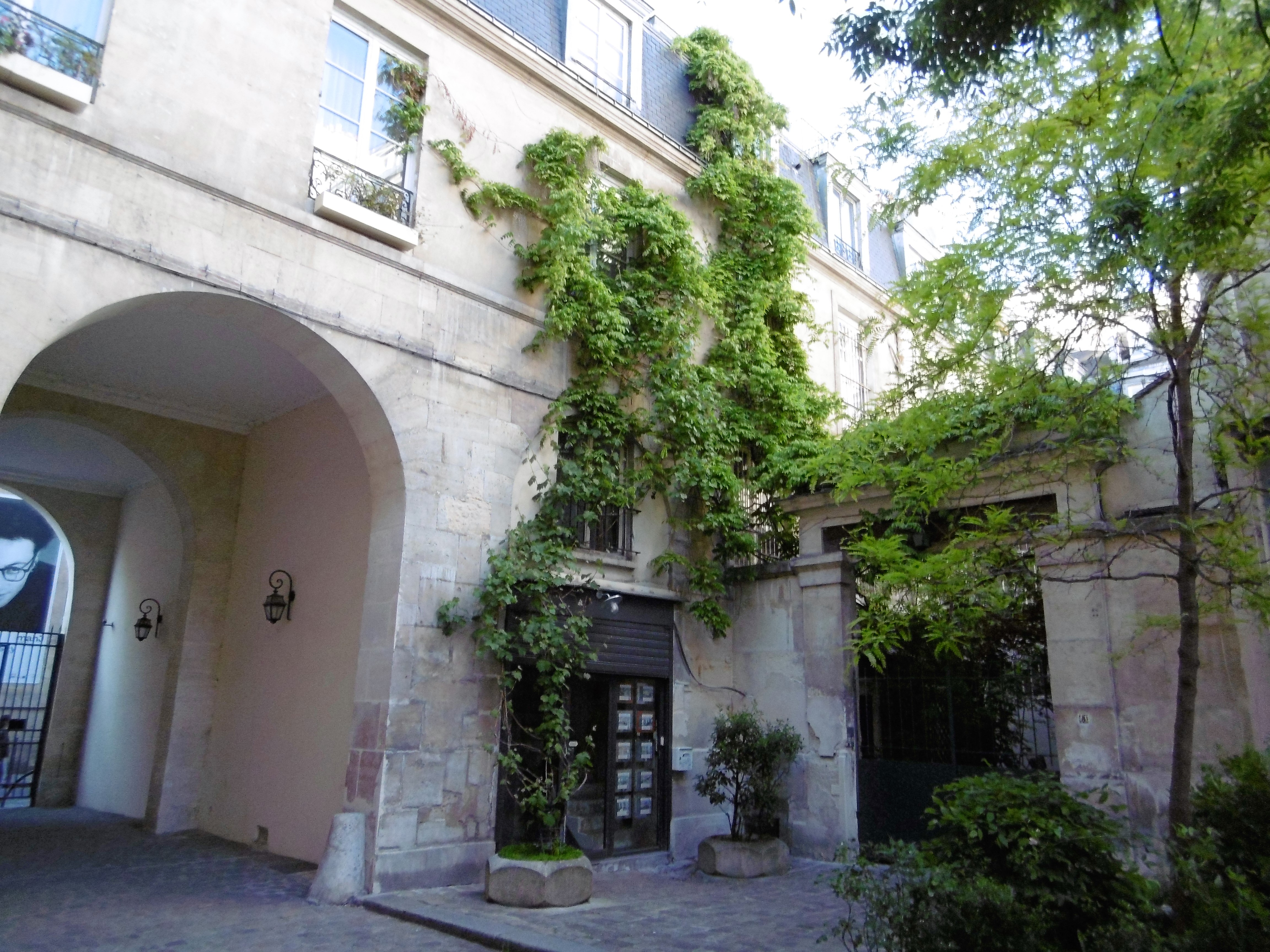
Parties préservées dans le passage Sainte-Avoye